# حسن سربخشیان
حسن سربخشیان (زادهٔ ۱۳۴۷ در تبریز) عکاس خبری و فعال مطبوعاتی اهل ایران است. مجموعه عکس‌های او از حوادث کوی دانشگاه تهران در سال ۱۳۷۸ از معروف‌ترین کارهای او به‌شمار می‌روند.

## زندگی‌نامه
حسن سربخشیان در سال ۱۳۴۷ در تبریز متولد شد و فعالیت خود در زمینه عکاسی را به صورت تجربی از سال ۱۳۶۴ آغاز کرده و در انجمن سینمای جوان دفتر تبریز به فعالیت خود ادامه داد در ادامه تا سال ۱۳۷۶ به فعالیت در زمینه‌های فیلمسازی و تلویزیونی پرداخت. سربخشیان در بخش عکس روزنامه‌هایی چون صبح امروز، یاس نو، حیات نو و مجلاتی چون زنان و پیام امروز آن روزنامه‌ها فعالیت داشته است. وی مدتی به عنوان دبیر عکس خبرگزاری میراث خبر کار می‌کرد. سربخشیان با عکس‌های حوادث کوی دانشگاه تهران در سال ۱۳۷۸ به شهرت رسید. حسن سربخشیان از سال ۱۳۷۸ به مدت ۱۰ سال به عنوان عکاس خبرگزاری آسوشیتد پرس در تهران مشغول به کار بود و عکس‌های او در روزنامه‌ها و مجلات معتبر بین‌المللی نظیر: نیویورک تایمز، نیوزویک، واشینگتن پست، تایم و… به چاپ رسیده‌اند و در جنگ‌های: عراق- آمریکا و آمریکا- افغانستان به عکاسی پرداخته است.

سربخشیان در سال ۱۳۸۸ و اندکی پیش از دهمین دوره انتخابات ریاست جمهوری ایران از سوی وزارت فرهنگ و ارشاد اسلامی ممنوع‌الکار شد و اجازه ادامه عکاسی در ایران از او گرفته شد، او پس از انتخابات ریاست جمهوری خاک ایران را ترک کرده و راهی واشینگتن دی سی در کشور آمریکا شد.

## جوایز و افتخارات
- برنده جشنواره بین‌المللی عکس ایران- ۱۹۹۵
- برنده مسابقهٔ عکس دانشگاه‌های سراسر ایران- ۱۹۹۶
- برگزیدهٔ مسابقه عکس سال ایران ۱۳۷۴
- برندهٔ سه دوره در بخش عکس جشنوارهٔ مطبوعات کشور در سال‌های ۱۳۷۸، ۱۳۷۹ و ۱۳۸۱
- برنده اول مسابقات عکس گفتگو ۱۳۸۲
- برنده جایزهٔ مسابقه عکس مطبوعاتی کاوه گلستان ۱۳۸۳

## پروژه‌های اخیر

### کتاب یهودیان ایران
- پروژه‌ای منحصر به فرد که در نوع خود اولین پروژه از این دست است که به زندگی یهودیان ایران، اقلیتی با ۳۰ هزار نفر جمعیت و بیش از ۲۷۰۰ سال تاریخ و قدمت می‌پردازد. این اقلیت که در حال حاضر به نوعی در حال محو و ناپدید شدن از خاک ایران هستند، در بیش از ۷۰ نقطه در سرتاسر ایران سکنی گزیده‌اند موضوع یکی از آخرین پروژه‌های سربخشیان را تشکیل داده‌اند که با همکاری و متن پروانه وحید منش محقق تاریخ یهودیان تهیه شده است.

### فیلم انتخابات ریاست جمهوری و رخدادهای پس ازآن
- فیلمی کوتاه از دهمین دوره انتخابات ریاست جمهوری ایران در ۲۲ خرداد سال ۱۳۸۸ که شامل صحنه‌هایی از تبلیغات انتخاباتی، اعتراضات به نتایج انتخابات، مجروحان در درگیری با پلیس ضد شورش و محاکمه دستگیرشدگان در دادگاه انقلاب می‌شود. در این مجموعه تعدادی از عکس‌های حسن سربخشیان و گروهی دیگر از عکاسان ایرانی استفاده شده‌اند.